# ترشک خوشه‌ای
ترشک خوشه‌ای (نام علمی: Rumex conglomeratus) نام یک گونه از سرده ترشک است.